# Mercato di Sant Antoni

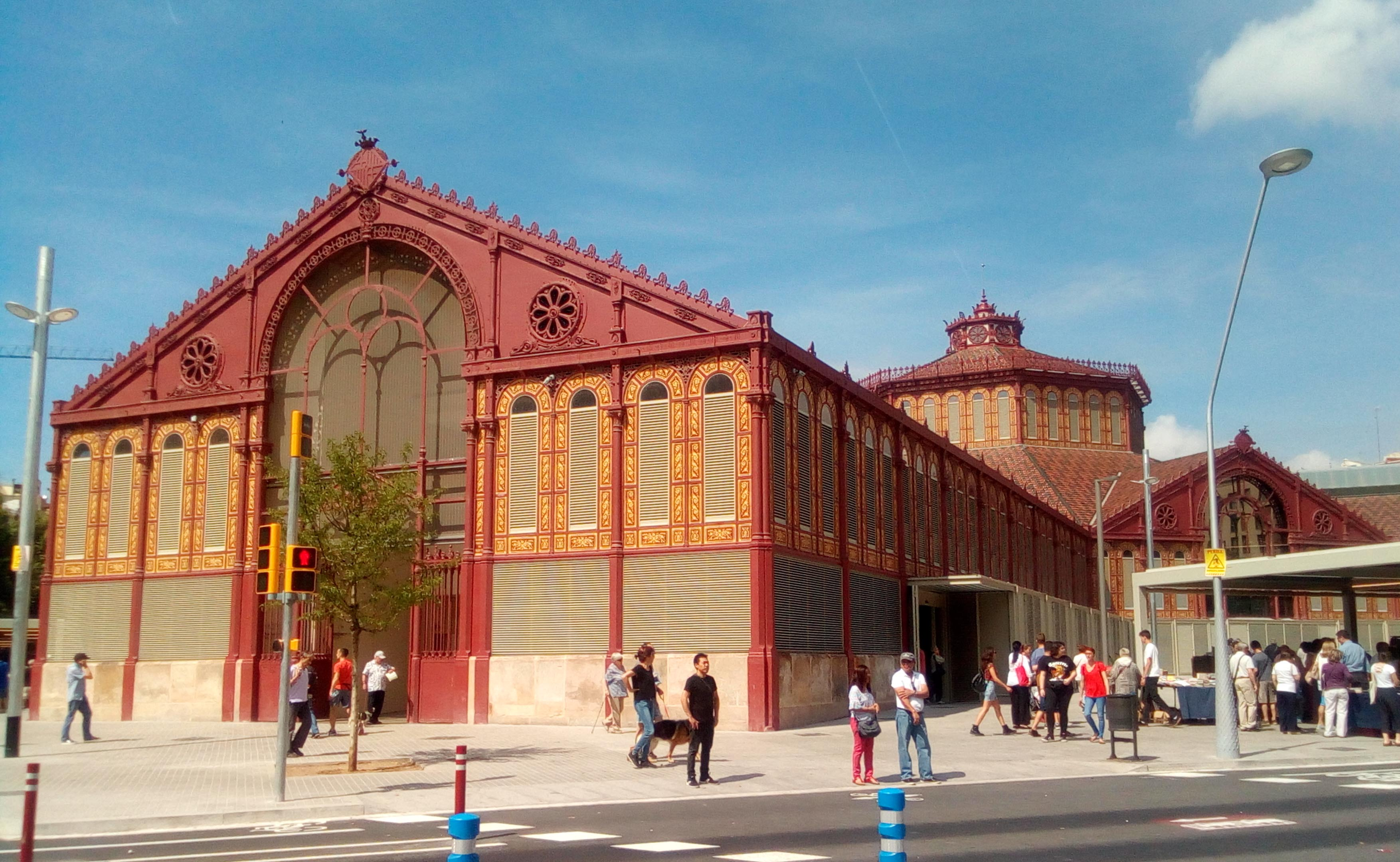
Il mercato di Sant Antoni dopo la ristrutturazione

Il mercato di Sant Antoni è un mercato di Barcellona situato nel quartiere di Sant Antoni, nella zona dell'Eixample. L'edificio occupa un intero isolato compreso tra i carrer di Comte d'Urgell, Tamarit, Comte Borrell e Manso e le due ronde di Sant Antoni e di San Pau. Con una superficie commerciale di oltre 15 000 m² è il mercato più grande di Barcellona.
Vi si commerciano tre tipologie di merce: alimentari; abbigliamento e tessuti; libri e dischi usati (solo la domenica). La caratteristica principale del mercato è la sua struttura architettonica in metallo risalente alla fine dell'Ottocento. Durante i lavori di totale ristrutturazione, iniziati nel 2009 e conclusi a maggio 2018, le attività commerciali sono state temporaneamente dislocate all'interno di due costruzioni provvisorie lungo l'adiacente Ronda di San Pau, mentre il mercato domenicale dei libri e dei dischi è stato ospitato sotto una tettoia coperta in Carrer del Comte d'Urgell.

## Storia

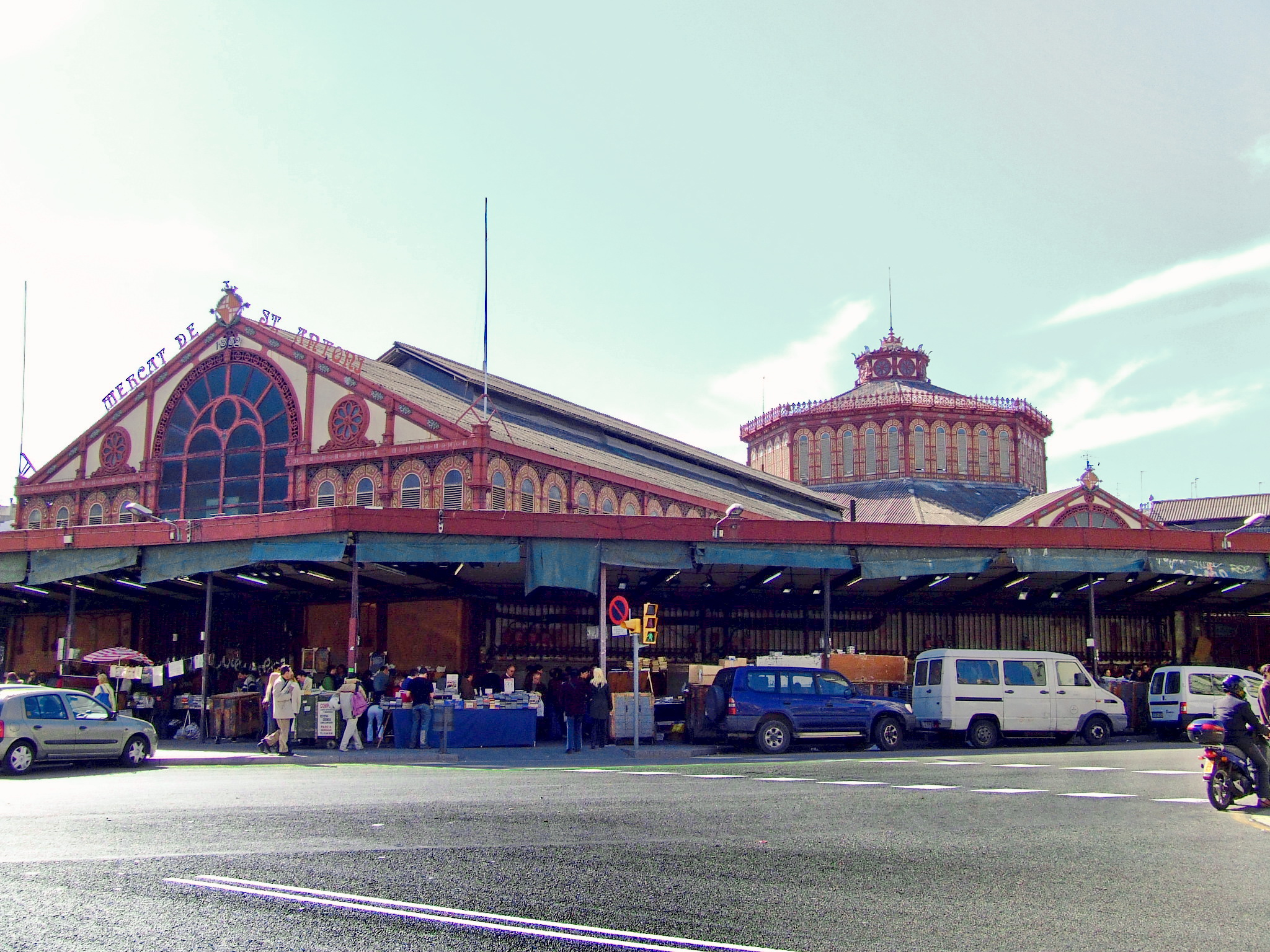
Il mercato prima della ristrutturazione

La costruzione ebbe inizio nel 1879 sotto la guida dell'architetto Antoni Rovira i Trias, che si era ispirato per il suo progetto sia al mercato di Les Halles di Parigi che all'altro mercato barcellonese del Born; realizzato dall'impresa La Maquinista Terrestre i Marítima, fu inaugurato a settembre 1882 dall'allora sindaco di Barcellona Rius i Taulet.
Nel 1929 il Comune di Barcellona fece costruire un recinto pergolato tutto attorno alla struttura per ospitare i banchi dei venditori che non trovavano posto all'interno e in seguito il mercato domenicale dei libri usati. Questo intervento nascose alla vista la struttura a croce.
Nel 2007 fu celebrato il 125º anniversario del mercato, ideato secondo Ildefons Cerdà come centro di approvvigionamento in corrispondenza dell'antica porta di Sant Antoni, primo mercato al di fuori della cinta muraria concepito per sopperire ai bisogni dell'intera città.
Sempre nel 2007 fu avviato il progetto di ristrutturazione integrale. Dopo i primi interventi di preparazione la struttura storica è stata chiusa al pubblico il 10 ottobre 2009 e per tutta la durata dei lavori i banchi degli alimentari e dei prodotti tessili sono stati sistemati all'interno di due strutture provvisorie situate nell'adiacente Ronda di San Pau mentre per il mercato domenicale dei libri è stata installata una tettoia coperta lungo un tratto del carrer del Comte d'Urgell, a lato del mercato stesso, in modo da consentire l'uso normale della strada per il traffico automobilistico durante i giorni feriali. Il mercato ristrutturato è stato riaperto al pubblico il 23 maggio 2018. Per celebrare la riapertura del mercato, il Comune di Barcellona ha organizzato due giornate di festa cittadina il 26 e 27 maggio.

## Architettura

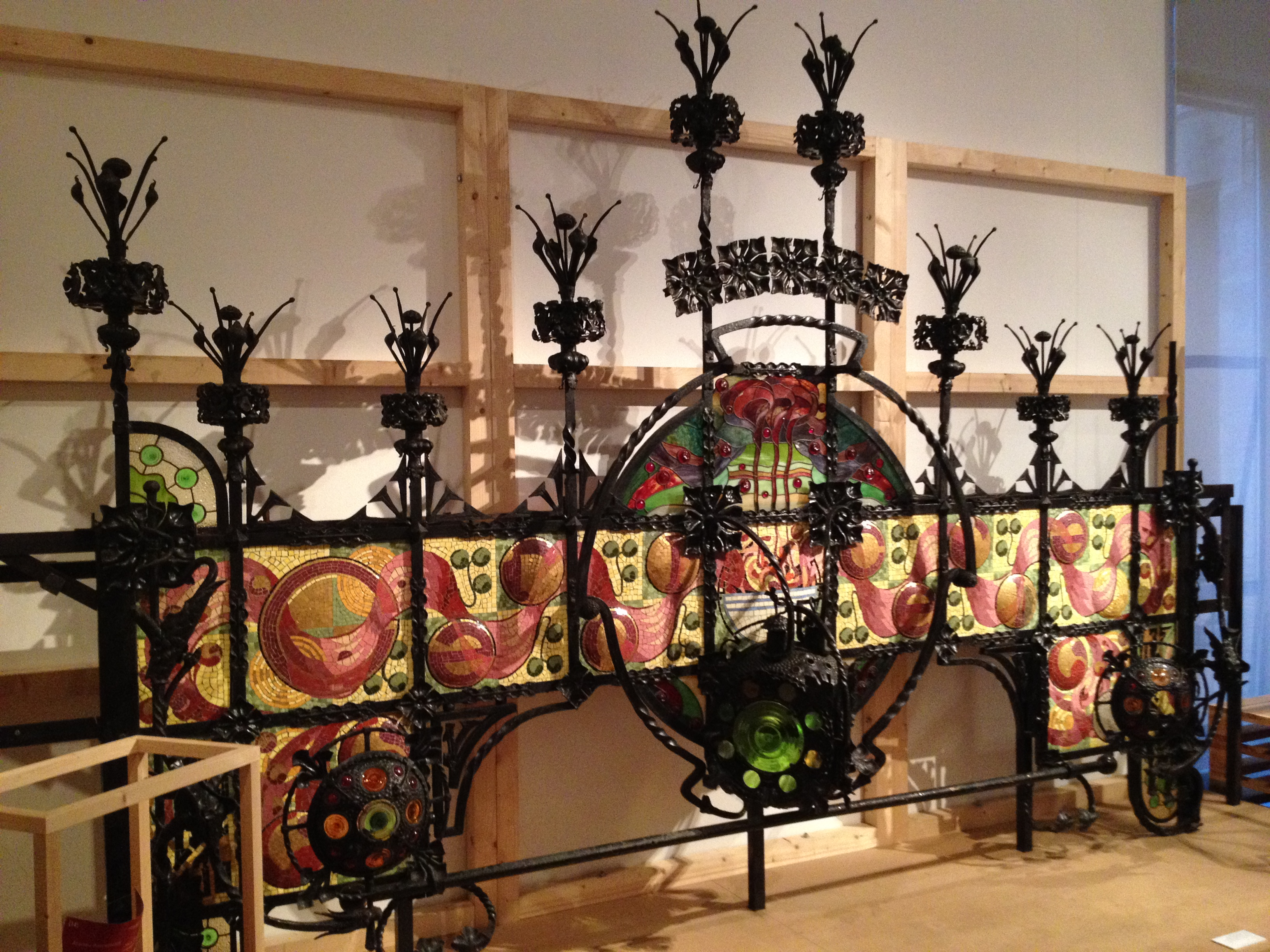
Decorazione della sezione del mercato delle carni disegnata da Eduard Maria Balcells, ora al Museo di storia di Barcellona

La struttura, in metallo, occupa un intero isolato quadrato dell'Eixample ed è caratterizzata da una pianta a croce greca, con le quattro braccia della croce disposte lungo le diagonali del quadrato stesso. Al centro della croce, fa da punto di congiunzione un elemento ottagonale sopraevelato in forma di tiburio, che opera anche come nucleo agglomeratore per l'interno dell'edificio, conferendo una grande ampiezza di spazi nella zona centrale.
La facciata è caratterizzata da una sequenza regolare di finestroni decorati e da un finestrone centrale all'estremità di ogni braccio, da cui proviene l'illuminazione naturale per l'interno. Il tiburio centrale ottagonale è sovrastato da una lanterna. Il tetto è spiovente.
Prima della ristrutturazione, sui tetti delle quattro braccia erano presenti dei solai rialzati destinati a funzioni logistiche. L'intero edificio era inoltre circondato da una fascia perimetrale coperta. Sia i solai che la fascia perimetrale, frutto di aggiunte successive, nascondevano e alteravano la struttura originale e per questo motivo saranno eliminati nella ristrutturazione, riportando così il complesso alla sua impostazione originale. In generale, per la composizione volumetrica, la qualità del disegno, le rifiniture e gli elementi decorativi, il mercato viene considerato come il miglior esempio di architettura in ferro presente a Barcellona.
Alcune sezioni interne erano caratterizzate da elementi decorativi originali in stile modernista, come per esempio l'ingresso del mercato delle carni progettato da Eduard Maria Balcells e che nel 1909 vinse il concorso annuale degli edifici artistici. Questa decorazione è ora conservata presso il Museo di storia di Barcellona.
Con una superficie complessiva di 12 100 m² e una superficie utile commerciale di 5 214 m² (prima della ristrutturazione), è l'edificio di mercato più grande di Barcellona. Dopo la ristrutturazione, la superficie edificata è aumentata a 30 000 m², con 15 000 m² di superficie commerciale. Grazie a questo ampliamento, anche il mercato dei libri e delle vendite in bancarella possono essere ospitati nel contesto dell'area commerciale.

## La ristrutturazione

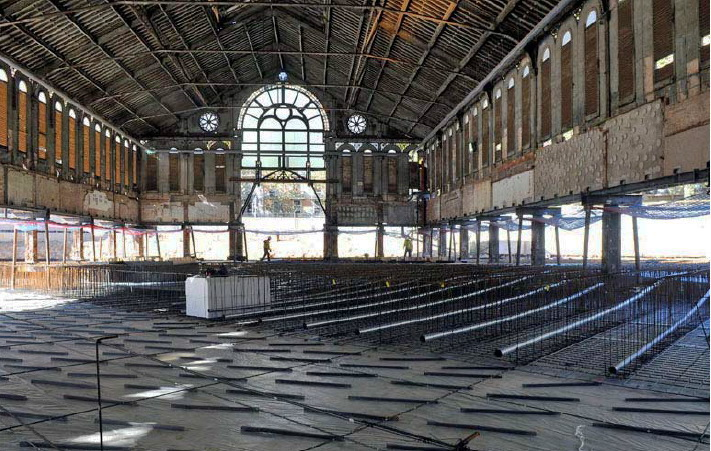
La struttura del mercato sospesa sulle sue colonne durante la costruzione del nuovo piano di sostegno

Il progetto di ristrutturazione del mercato, così come quelli dei mercati provvisori, sono opera degli architetti Pere Joan Ravetllat, Carme Ribas e Olga Schmid, vincitori del relativo concorso indetto dall'Ajuntament de Barcelona e dall'Institut Municipal de Mercats.
La prima fase di ispezione, demolizione delle strutture interne ed eliminazione delle costruzioni perimetrali e a ridosso del recinto del mercato venne portata a termine alla fine del 2010.
La seconda fase dei lavori fu dedicata alla realizzazione di una grande infrastruttura che consentisse l'escavo di quattro piani sotterranei al di sotto dell'edificio originale senza smantellarlo né spostarlo. Furono poste in opera una cassa perimetrale con muri di contenimento per proteggere gli edifici circostanti dai movimenti nel sottosuolo e un piano in cemento al livello del pavimento originale sul quale fu fatta appoggiare la struttura esterna del mercato, sollevata e sospesa. Il piano, di quasi 10 000 m² di superficie per 1,2 m di spessore, si appoggia sui muri perimetrali e su una dozzina di grandi pilastri di 16 metri di altezza. La realizzazione di questa fase, portata a compimento all'inizio del 2014, è stata assegnata per un importo di 12,9 milioni di euro a una società temporanea composta dalle imprese edili Copcisa, Scrinser e Sacyr.
La fase successiva consistette nell'escavo di 160 000 m³ di terra sotto il piano di cemento per la realizzazione dei quattro piani sotterranei destinati all'ampliamento dell'area commerciale, alle aree di logistica, immagazzinamento e scarico merci e ai parcheggi per il pubblico. Fu proprio durante questa fase che avvennero gli importanti ritrovamenti archeologici, in parte già individuati in fase di ispezione del terreno, con la scelta di integrarli a vista nel contesto del nuovo spazio, cosa che comportò modifiche al progetto originale e la rinuncia a una parte dello spazio commerciale inizialmente previsto al primo livello sotterraneo.
Anche l'intero tetto è stato riportato al suo aspetto originale, eliminando la copertura in lamiera ondulata che era stata installata successivamente al posto delle tegole. Il nuovo tetto è stato realizzato utilizzando di nuovo tegole colorate disposte a formare un disegno geometrico, come in origine, mentre i solai sono stati riconvertiti in lucernari per illuminare l'interno con luce naturale.
Dei nuovi quattro livelli sotterranei, il primo è destinato a ospitare anche un supermercato della grande distribuzione e una palestra, nonché un'area museale per valorizzare i reperti archeologici rinvenuti durante i lavori; il terzo livello è destinato ai magazzini e al carico-scarico delle merci mentre gli altri due livelli ospitano un parcheggio coperto con una capienza di 400 posti.

## Ritrovamenti archeologici

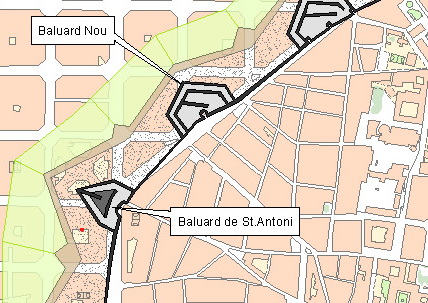
Dislocazione della cinta muraria nell'area del Bastione di Sant Antoni sovrapposta alla planimetria attuale

Il sito del mercato di Sant Antoni è stato oggetto di diversi interventi archeologici a partire da marzo 2007. In questi primi sondaggi, eseguiti quando il mercato era ancora in piena attività, fu localizzato con precisione il bastione di Sant Antoni, la cui presenza era stata già individuata durante gli studi di impatto. Il progetto di ristrutturazione integrale prevedeva già la sua conservazione e integrazione nel complesso rinnovato.
Tra luglio e dicembre 2009, una volta demolito l'interno del mercato, nuovi sondaggi consentirono la localizzazione di altre parti del bastione e parte del glacis del sistema difensivo. Fu inoltre localizzato un tratto della strada per Madrid, risalente alla seconda metà del XIX secolo.
Nell'ispezione archeologica successiva, avvenuta tra gennaio e marzo 2011, furono documentate strutture precedenti alla costruzione del bastione di Sant Antoni e del suo sistema difensivo.
Tra agosto e dicembre 2012, ebbe luogo un nuovo scavo archeologico finalizzato a portare alla luce tutti i reperti fino alla quota inferiore della nuova fondazione del mercato. Sul lato verso carrer del Comte Borrell fu rinvenuta una masia agricola del XVI secolo con i resti di alcuni bacini d'acqua, di un pozzo e di una noria. Il complesso fu demolito nel XVII secolo a seguito dei lavori di rinforzo della cinta muraria con l'aggiunta del bastione. A una quota inferiore sotto questa masia fu rinvenuto un tratto di una strada romana. In corrispondenza con i lavori di ristrutturazione, furono intensificati anche gli scavi archeologici per riportare alla luce la strada romana e le strutture funerarie al suo ridosso, così come fu risvuotato lo spazio del fossato che ha consentito di vedere l'estensione totale del bastione e della controscarpa.

### La Via Augusta e la centuriazione di Barcino

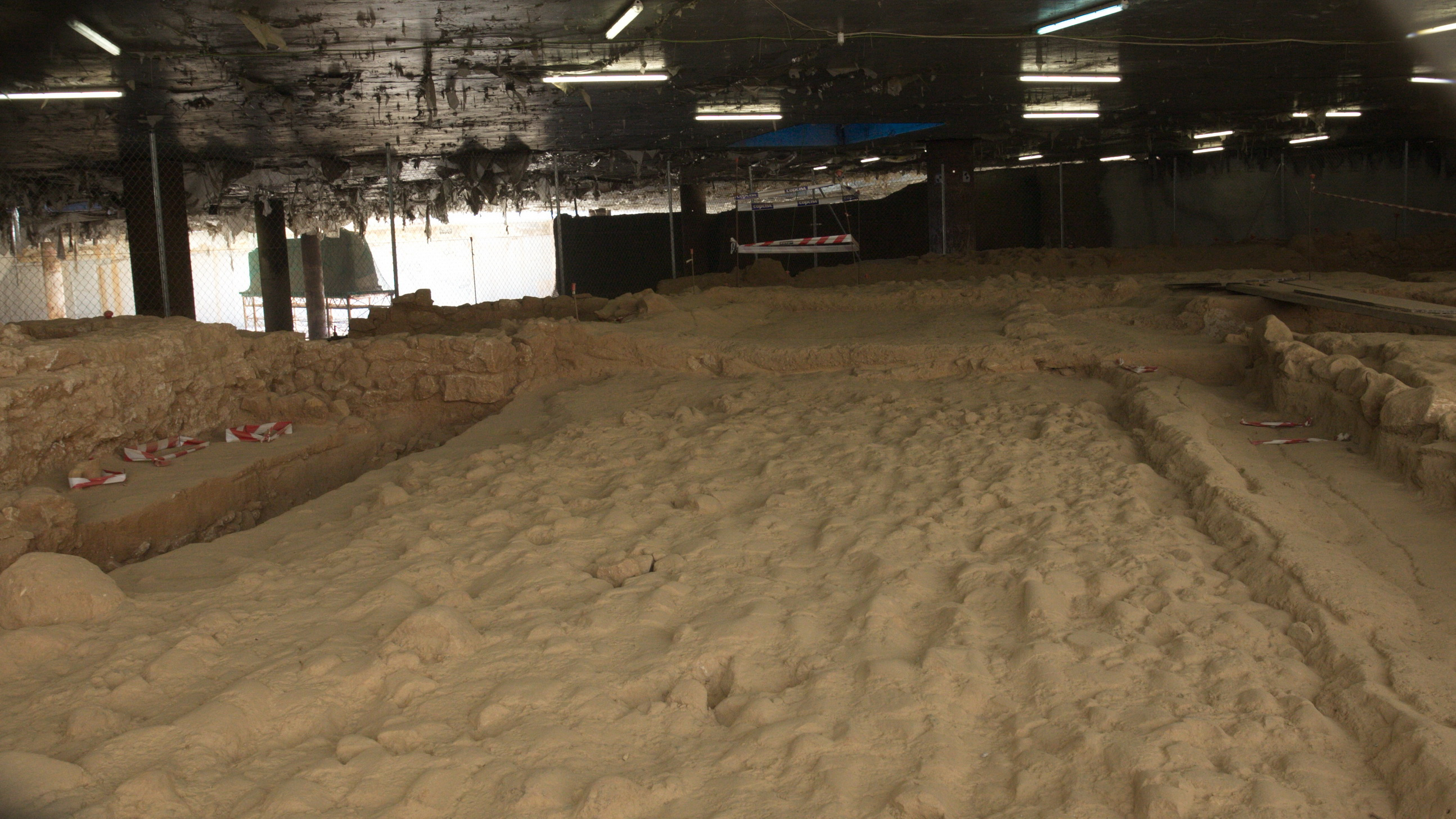
Resti della Via Augusta scoperti nel recinto del mercato

La fondazione di Barcino, l'attuale Barcellona, coincide con la ristrutturazione del sistema viario del nord-est della penisola iberica, quando venne realizzato l'asse costiero della Via Augusta, che portava da Roma a Gades (odierna Cadice), e in particolare la biforcazione che collegava le città litoranee di Blandae (Blanes), Iluro (Mataró), Baetulo (Badalona) e Barcino. Il percorso della via Augusta coincide con quello delle strade di comunicazione attuali, come per esempio la statale N-340, che si sono quindi sovrapposte alle strade romane e per questo motivo i ritrovamenti della pavimentazione originaria sono molto rari. Il ritrovamento riveste pertanto un valore particolare. Il tratto di via si è conservato in quanto al principio del II secolo d.C. un'alluvione ricoprì la strada e la necropoli che si trovava ai suoi lati. La strada fu poi ricostruita su un percorso spostato di diversi metri più a sud: questa deviazione ha consentito la conservazione del lastricato originario fino ai giorni nostri.
Il ritrovamento inoltre ha consentito di localizzare uno degli assi della centuriazione romana dell'ager della colonia. Quando Augusto fondò Barcino, attorno all'anno 10 d.C., non si limitò alla costruzione di una città con mura e acquedotto ma procedette anche all'organizzazione del territorio circostante secondo il sistema della centuriatio o limitatio. Il territorio era suddiviso in una griglia reticolare delimitata (quadricola) che proseguiva il reticolo cittadino. Gli archeologi hanno documentato un modulo base di 15×20 actus, con un orientamento condizionato dall'andamento del rilievo del terreno, che condizionò anche l'orientamento complessivo della colonia.
Dato che spesso la quadricole erano puramente simboliche e non sempre erano marcate sul terreno, il ritrovamento delle delimitazioni conferisce un valore speciale a questa scoperta.

### Bastione di Sant Antoni

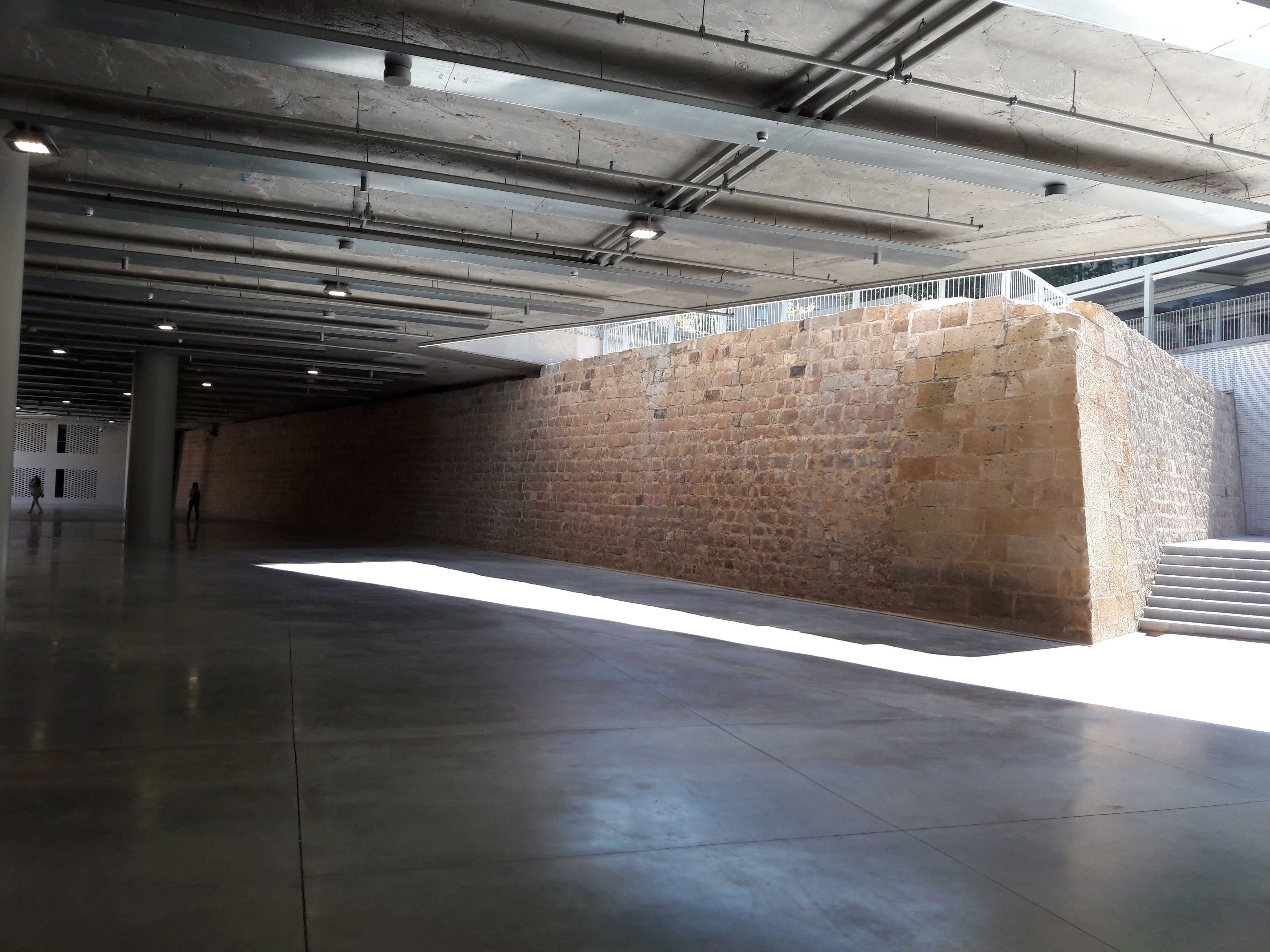
Il bastione integrato nella struttura del mercato (2018)

Alla metà del XVII secolo, nel quadro della guerra franco-spagnola scoppiata nel 1635 e in conseguenza della sollevazione della Catalogna (1640-1652) e visti i cambiamenti nella strategia militare e negli armamenti, si continuò con la rimodellazione della cinta muraria iniziata al principio del secolo, soprattutto con la costruzione di nuovi bastioni come quello di Sant Antoni, nel 1644, o di Santa Madrona, nel 1647. Durante la Guerra di successione spagnola, il bastione fu danneggiato dagli assalti dell'esercito borbonico del maggio 1714, nonostante alla fine l'ingresso delle truppe francesi avesse luogo dopo una battaglia sul bastione di Santa Clara, dall'altro capo della città.
Lo scavo del bastione ha riportato alla luce gran parte del suo sistema difensivo (fossato, controscarpa, camminamento coperto e glacis), che era posizionato davanti all'omonima porta di ingresso alla città. I resti conservati del bastione, a pianta pentagonale, e del tratto di mura misurano 90 m di lunghezza, 2,10 m di larghezza e 2,33 m di altezza. La struttura è realizzata in conci di pietra proveniente dalle cave del Montjuïc, con un corpo interno in pietra e malta. L'integrazione di questa struttura nell'ambito del progetto del mercato ha consentito di mantenerla in evidenza come parte della nuova costruzione. Gli oltre 90 m di mura e controscarpa disegnano il contorno del vecchio fossato che costituisce un grande spazio aperto ubicato all'altezza del primo livello sotterraneo di collegamento tra i due accessi al mercato.

## Trasporti
- Metropolitana di Barcellona - Sant Antoni (Linea 2)
- Bus urbani